# Nicholas Cheong Jin-suk
Nicholas Cheong Jin-suk (Koreaans: 정진석) (Seoel, 7 december 1931 – aldaar, 27 april 2021) was een Koreaans geestelijke en een kardinaal van de Rooms-Katholieke Kerk.
Cheong Jin-suk werd op 18 maart 1961 priester gewijd. Op 25 juni 1970 werd hij benoemd tot bisschop van Cheongju; zijn bisschopswijding vond plaats op 3 oktober 1970. Op 3 april 1998 werd hij benoemd tot aartsbisschop van Seoel; hij was tevens apostolisch administrator van Pyongyang sede plena.
Cheong Jin-suk werd tijdens het consistorie van 24 maart 2006 kardinaal gecreëerd. Hij kreeg de rang van kardinaal-priester. Zijn titelkerk werd de Santa Maria Immacolata di Lourdes a Boccea.
Cheong Jin-suk ging op 10 mei 2012 met emeritaat. Hij overleed in 2021 op 89-jarige leeftijd.